# 波长色散X射线光谱
波长色散X射线光谱（Wavelength-dispersive X-ray spectroscopy，WDXS或WDS）是一种非破坏性分析技术，可通过测量小波长范围内的特征X射线来获得样品的元素组成信息。该技术产生的光谱中的峰对应于元素的特征X射线，借此可以容易地识别元素。波长色散X射线光谱主要用于化学分析、电子微探针、扫描电子显微镜以及测试原子和等离子体物理的高精度实验。

## 原理
波长色散X射线光谱法的测定基于样品产生特征X射线的相关理论以及测量X射线的方法。

### X射线发射
当足够高能量的电子束将电子从原子或离子的内部轨道移出，内层轨道就会产生空隙。当来自较高轨道的电子降至较低能级以填补该空穴并释放能量时，就会产生X射线。两个轨道之间的能量差是原子或离子电子排布的特征，可用于识别原子或离子。
最轻的元素（原子序数小于5的氢、氦、锂、铍）在外部轨道上没有电子来填充内层产生的空穴，因此无法使用此技术检测到。

### X射线检测

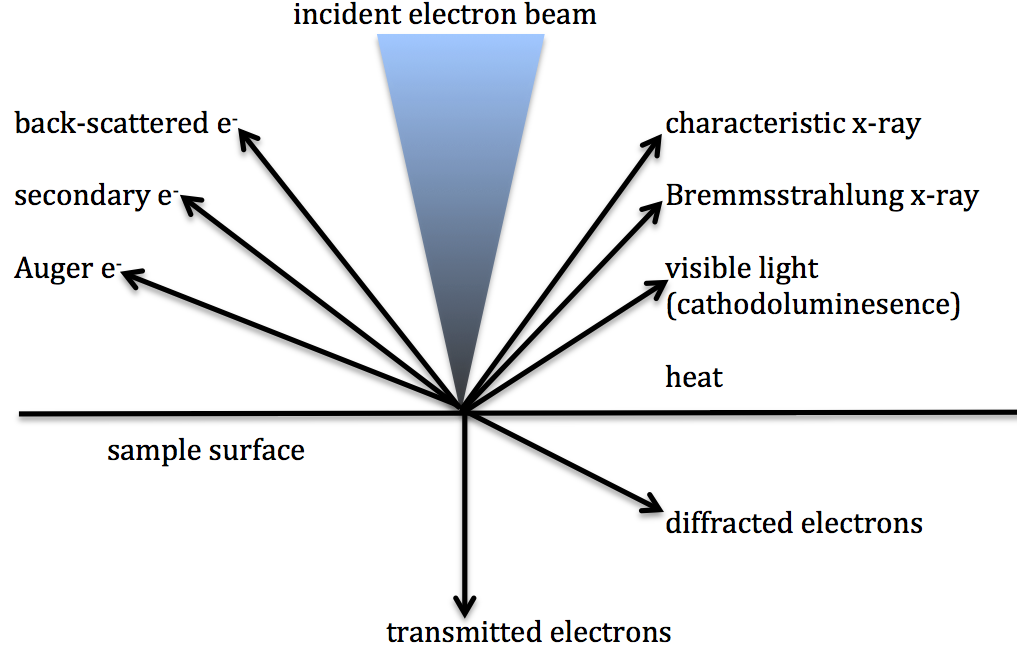
Electron beam interactions with a sample, X-rays are one of the possible products

根据布拉格定律，当波长为λ的X射线束以角度θ入射到晶面间距为d的晶体表面时，那么相长干涉将导致晶体将以同样的角度θ发射一束衍射X射线。该定律可表示为：
nλ= 2dsinθ，其中n是整数。
这意味着已知晶面间距的晶体将以特定的角度偏转来自特定类型样品的X射线束。可以通过在偏转光束的路径中放置一个检测器（通常是闪烁计数器或比例计数器）来测量X射线束，并且由于每个元素都有独特的X射线波长，因此可以通过设置多个分光晶体和多个探测器来同时检测多个元素。
为了提高准确性，通常使用Söller准直仪对X射线束进行准直。分光晶体、样品和检测器精确地安装在测角仪上，样品和分光晶体之间的距离等于分光晶体和检测器之间的距离。仪器通常在真空下运行，以减少空气对软辐射（低能光子）的吸收，从而降低轻元素（硼和氧之间的元素）的检出限和定量限。该技术产生具有对应X射线峰的光谱，将其与参考光谱进行比较，即可确定样品的元素组成。
随着元素原子序数的增加，可以发射更多处于不同能级的电子，从而产生具有不同波长的X射线。这将导致其特征光谱具有多条线，每条线对应一个能级。光谱中最大的峰标记为Kα，其次为Kβ，依此类推。

## 应用
应用范围包括催化剂、水泥、食品、金属、矿物样品、石油、塑料、半导体和木材的分析。

## 局限性
- 无法区分元素的同位素，因为元素的同位素的电子构型相同。[2]
- 无法测量元素的价态，例如Fe2+与Fe3+。[2]
- 在某些元素中，Kα线可能与另一个元素的Kβ重叠，因此，如果存在第一个元素，则不能可靠地检测到第二个元素（例如VKα与TiKβ重叠）[2]